# Desmond Hasler

a Compétitions nationales et continentales officielles uniquement.

b Matchs officiels uniquement.
Desmond Hasler dit Des Hasler, né le 16 février 1961 à Gosford (Australie), est un joueur et entraîneur australien de rugby à XIII évoluant au poste de demi de mêlée, de troisième ligne, de demi d'ouverture ou de centre dans les années 1980 et 1990. En tant que joueur, il débute à Penrith dans le Championnat de Nouvelle-Galles du Sud puis rejoint durant dix saisons Manly-Warringah avec un titre en 1987. Il tente ensuite une expérience en Angleterre en restant une saison à Hull FC avant de revenir à Manly-Warringah avec lequel il remporte l'Australian Rugby League en 1996. il clôt sa carrière avec Western Suburbs. Il est également sélectionné pour la Coupe du monde en 1988 et 1992 qu'il remporte avec l'Australie. Enfin, il compte deux titres de State of Origin et un titre de City vs Country Origin.
Après sa carrière de joueur, il devient entraîneur en 2004. Il devient l'entraîneur de Manly-Warringah avec lequel il remporte la National Rugby League en 2008 et 2011 ainsi que le World Club Challenge en 2009. Il exerce ensuite durant six saisons à Canterbury-Bankstown qu'il emmène en finale à deux reprises en 2012 et 2014 sans succès. Il retourne à Manly-Warringah en 2019.

## Palmarès

### En tant que joueur
- Collectif :
  - Vainqueur de la Coupe du monde : 1988 et 1992 (Australie).
  - Vainqueur du State of Origin : 1985 et 1990 (Nouvelle-Galles du Sud).
  - Vainqueur du City vs Country Origin : 1992 (Country).
  - Vainqueur de l'Australian Rugby League : 1996 (Manly-Warringah).
  - Vainqueur du Championnat de Nouvelle-Galles du Sud : 1987 (Manly-Warringah).
  - Finaliste de l'Australian Rugby League : 1995 (Manly-Warringah).

- Individuel :
  - Meilleur troisième ligne du Championnat de Nouvelle-Galles du Sud : 1991 (Manly-Warringah).

### En tant qu'entraîneur
- Collectif
  - Vainqueur du World Club Challenge : 2009 (Manly-Warringah).
  - Vainqueur de la National Rugby League : 2008 et 2011 (Manly-Warringah).
  - Finaliste de la National Rugby League : 2007 (Manly-Warringah), 2012 et 2014 (Canterbury-Bankstown).

- Individuel :
  - Meilleur entraîneur de la National Rugby League : 2012 (Canterbury-Bankstown).

#### Détails en club
| Année                                                              | Année | Club                          | Compétition | Saison régulière | Saison régulière | Saison régulière | Saison régulière | Saison régulière | Phase finale | Phase finale | Phase finale | Phase finale | Phase finale |
| Année                                                              | Année | Club                          | Compétition | Class.           | MJ               | V.               | N.               | D.               | Perf.        | MJ           | V.           | N.           | D.           |
| 2004                                                               | 2004  | Manly-Warringah Sea Eagles    | NRL         | 13e              | 24               | 9                | 0                | 15               | Non qualifié | -            | -            | -            | -            |
| 2005                                                               | 2005  | Manly-Warringah Sea Eagles    | NRL         | 8e               | 24               | 12               | 0                | 12               | 1er tour     | 1            | 0            | 0            | 1            |
| 2006                                                               | 2006  | Manly-Warringah Sea Eagles    | NRL         | 5e               | 24               | 14               | 0                | 10               | 2e tour      | 2            | 0            | 0            | 2            |
| 2007                                                               | 2007  | Manly-Warringah Sea Eagles    | NRL         | 2e               | 24               | 18               | 0                | 6                | Finaliste    | 3            | 2            | 0            | 1            |
| 2008                                                               | 2008  | Manly-Warringah Sea Eagles    | NRL         | 2e               | 24               | 17               | 0                | 7                | Champion     | 3            | 3            | 0            | 0            |
| 2009                                                               | 2009  | Manly-Warringah Sea Eagles    | NRL         | 5e               | 24               | 14               | 0                | 10               | 1er tour     | 1            | 0            | 0            | 1            |
| 2010                                                               | 2010  | Manly-Warringah Sea Eagles    | NRL         | 8e               | 24               | 12               | 0                | 12               | 1er tour     | 1            | 0            | 0            | 1            |
| 2011                                                               | 2011  | Manly-Warringah Sea Eagles    | NRL         | 2e               | 24               | 18               | 0                | 6                | Champion     | 3            | 3            | 0            | 0            |
| 2012                                                               | 2012  | Canterbury-Bankstown Bulldogs | NRL         | 1er              | 24               | 18               | 0                | 6                | Finaliste    | 3            | 2            | 0            | 1            |
| 2013                                                               | 2013  | Canterbury-Bankstown Bulldogs | NRL         | 6e               | 24               | 13               | 0                | 11               | 1er tour     | 1            | 0            | 0            | 1            |
| 2014                                                               | 2014  | Canterbury-Bankstown Bulldogs | NRL         | 7e               | 24               | 13               | 0                | 11               | Finaliste    | 4            | 3            | 0            | 1            |
| 2015                                                               | 2015  | Canterbury-Bankstown Bulldogs | NRL         | 5e               | 24               | 14               | 0                | 10               | 2e tour      | 2            | 1            | 0            | 1            |
| 2016                                                               | 2016  | Canterbury-Bankstown Bulldogs | NRL         | 7e               | 24               | 14               | 0                | 10               | 1er tour     | 1            | 0            | 0            | 1            |
| 2017                                                               | 2017  | Canterbury-Bankstown Bulldogs | NRL         | 11e              | 24               | 11               | 0                | 13               | Non qualifié | -            | -            | -            | -            |
| En 2018, Desmond Hasler n'occupe pas de poste d'entraîneur en chef |       |                               |             |                  |                  |                  |                  |                  |              |              |              |              |              |
| 2019                                                               | 2019  | Manly-Warringah Sea Eagles    | NRL         | 6e               | 24               | 14               | 0                | 10               | 2e tour      | 2            | 1            | 0            | 1            |
| 2020                                                               | 2020  | Manly-Warringah Sea Eagles    | NRL         | 13e              | 20               | 7                | 0                | 13               | Non qualifié | -            | -            | -            | -            |
| 2021                                                               | 2021  | Manly-Warringah Sea Eagles    | NRL         | 4e               | 24               | 16               | 0                | 8                | Finale prél. | 3            | 1            | 0            | 12           |
| 2022                                                               | 2022  | Manly-Warringah Sea Eagles    | NRL         | 11e              | 24               | 9                | 0                | 15               | Non qualifié | -            | -            | -            | -            |
| En 2023, Desmond Hasler n'occupe pas de poste d'entraîneur en chef |       |                               |             |                  |                  |                  |                  |                  |              |              |              |              |              |
| 2024                                                               | 2024  | Gold Coast Titans             | NRL         | 14e              | 24               | 8                | 0                | 16               | Non qualifié | -            | -            | -            | -            |
| 2025                                                               | 2025  | Gold Coast Titans             | NRL         | -                | -                | -                | -                |                  | -            | -            | -            | -            | -            |